# قناة الزوراء
قَناةُ الزَوراءِ هي قناة عراقية فضائية تبث على مدار 24 ساعة، أشتهرَتْ القناةُ ببثِ مقاطع لهجمات المقاومة العراقية ضد القوات الامريكية، مصحوبة باغاني حربية من عهد صدام حسين واناشيد واغاني شعبية اخرى. وبحسب مسؤولين عراقيين فإن قناة الزوراء هي الصوت الإعلامي للجيش الاسلامي في العراق، وهي جماعة مسلحة تضم العديد من الاشخاص الذين كانوا بحزب البعث وهي قناة مملوكة لمشعان الجبوري. وكانت قناة الزوراء معروفة ايضا ببث الدعايات المعادية للشيعة، وتصور شيعة العراق على انهم "عملاء لإيران". في 9 كانون الثاني 2008،فرض وزارة الخزانة الامريكية عقوبات على قناة الزوراء لبثها مقاطع المقاومة العراقية ضد القوات الامريكية.في يناير 2007، لوحظ ان القناة تبث على قمر يوروبيرد المملوك لشركة يوتلسات وعلى قمر عربسات/بدر. أغلق منفذ يوروبيرد بعد ايام قليلة فقط من تشغيله وتوقف بث القناة على قمر نايل سات في فبراير 2007 بسبب "التداخل مع القنوات الاخرى".

## محتوى القناة
تضمنت القناة بثها مقاطع لقناص بغداد وهو يستهدف القوات الامريكية ، ومقاطع فيديو للعبوات وهي تفجر المركبات العسكرية الامريكية. في كثير من الحالات، تظهر مقاطع الفيديو هذه بأغاني واناشيد وطنية وشعبية ، وتطلب القناة من المشاهدين التعليق على مقاطع الفيديو هذه عن طريق البريد الإلكتروني. ولفترة زمنية قصيرة، قُدِمت نشرات الأخبار من قبل مقدمي يرتدون الزي العسكري لحزب البعث. وتعرض القناة العديد من مقاطع الجيش الاسلامي في العراق، وكانت البرامج تعرض باللغة العربية وفي بعض الاحيان تضاف ترجمة باللغة الانجليزية. 